# King Kong

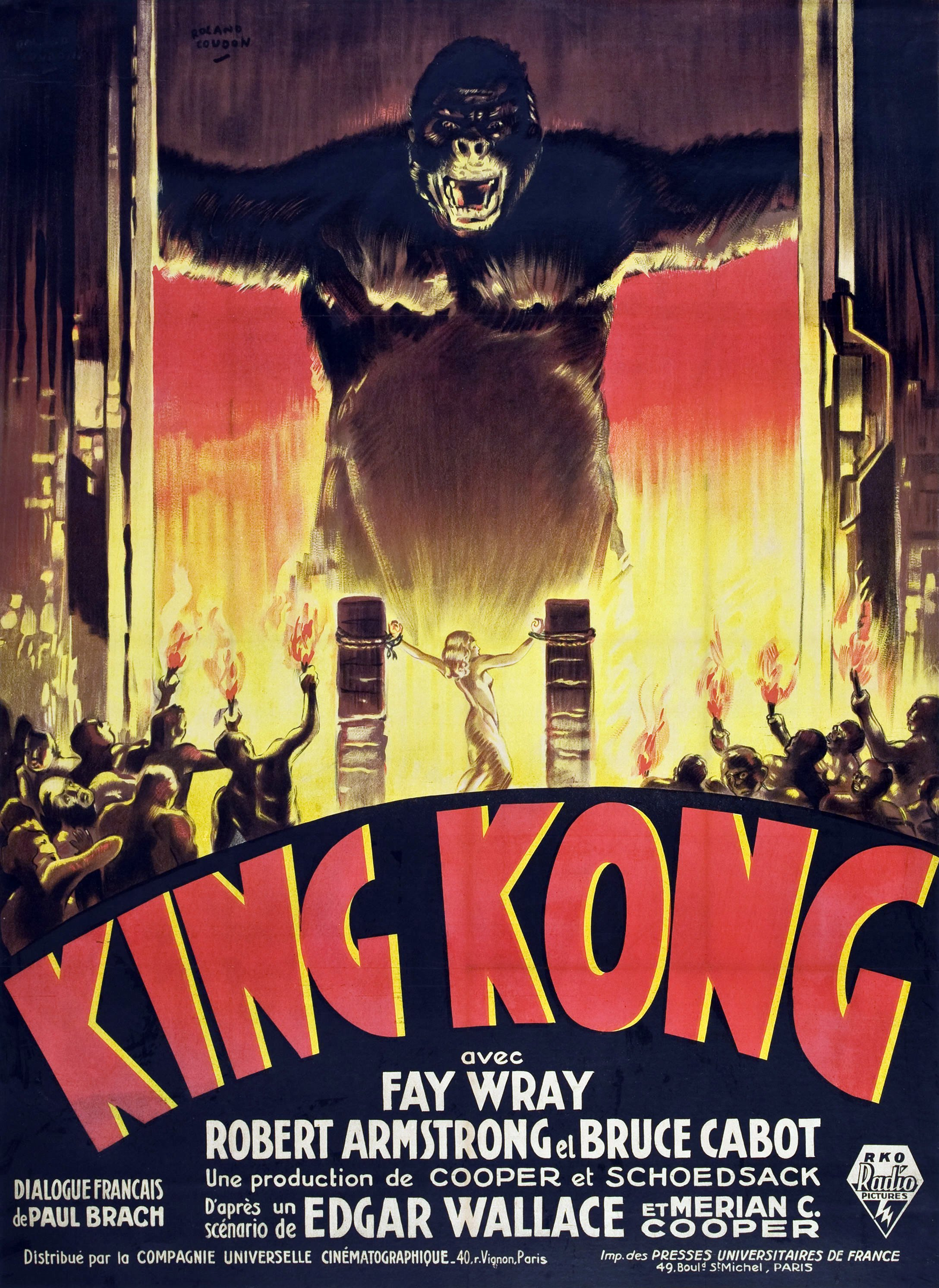

King Kong je jméno fiktivní postavy obrovského opa z ostrova Lebek, který byl od roku 1933 mnohokrát zfilmován. Za vůbec nejznámější a dnes již legendární je považován původní film z roku 1933, další filmové verze pocházejí z let 1976, 2005 a dalších.
V původním snímku se velký fiktivní op jmenuje Kong. Ve filmu jméno dostal od obyvatel „Ostrova Lebek“ v Indickém oceáně, kde žil s jinými stejně přerostlými zvířaty jako: plesiosaurus, pterosaurus a dinosaurus.
Přídavek King (česky:král) dostal od americké filmové expedice vedené Carlem Denhamem, který Konga ulovil a přivezl do New Yorku na ukázku. Kong mu ale utekl a vyšplhal se na Empire State Building (v remaku z roku 1976 vyšplhal na World Trade Center), kde byl zastřelen a zabit letouny, ačkoli zaznělo „Byla to kráska, kdo zabil příšeru“ - Kong tam totiž vyšplhal pouze proto, aby ochránil herečku Ann Darrowovou (Dwan v remaku z roku 1976). I když ho fakticky zabil již Carl Denham, když jej přivezl do New Yorku.

## Filmografie
- King Kong (film, 1933) - původní film je zmiňován za své rané speciální efekty za použití stop-motion modelů, animatroniky a emotivního příběhu.
- Syn Konga (film, 1933) (Son of Kong), pokračování v témže roce, koncern znovu posílá expedici na Ostrov Lebek, kde nachází Kongova syna.
- King Kong vs. Godzilla - film vyprodukovaný společnosti Toho Studios v Japonsku, postavy oživly za použití speciálních barevných technik.
- King Kongův útěk (film, 1967) (King Kong Escapes) - jiný film, kde je Kong mechanický.
- King Kong (film, 1976) - remake filmového producenta Dino De Laurentiise společnosti Paramount Pictures režiséra Johna Guillermina. Hrají Jessica Lange, Jeff Bridges a Charles Grodin. Film se setkal s rozporuplnou kritikou, ale byl komerčně úspěšný a jeho reputace se za pár let zlepšila. Spoluvítěz Oscara za speciální efekty (společně s Logan's Run).
- King Kong žije (film, 1986) (King Kong Lives) - vyprodukovala společnost De Laurentiis Entertainment Group (DEG), hrála zde Linda Hamiltonová.
- King Kong (film, 2005) - Universal Pictures vytvořen remake originálu (ale umístili děj do téhož časového období) režírován novozélandským režisérem Peterem Jacksonem, který je ponejvíce znám ze své režijní práce na filmové trilogii Pán prstenů. Patrně nejlepší ztvárnění Konga je také časově nejdelší, délka tři hodiny a osm minut. Vyhrál tři Oscary za vizuální efekty, zvukovou mixáž a zvuk.